# Vareniki

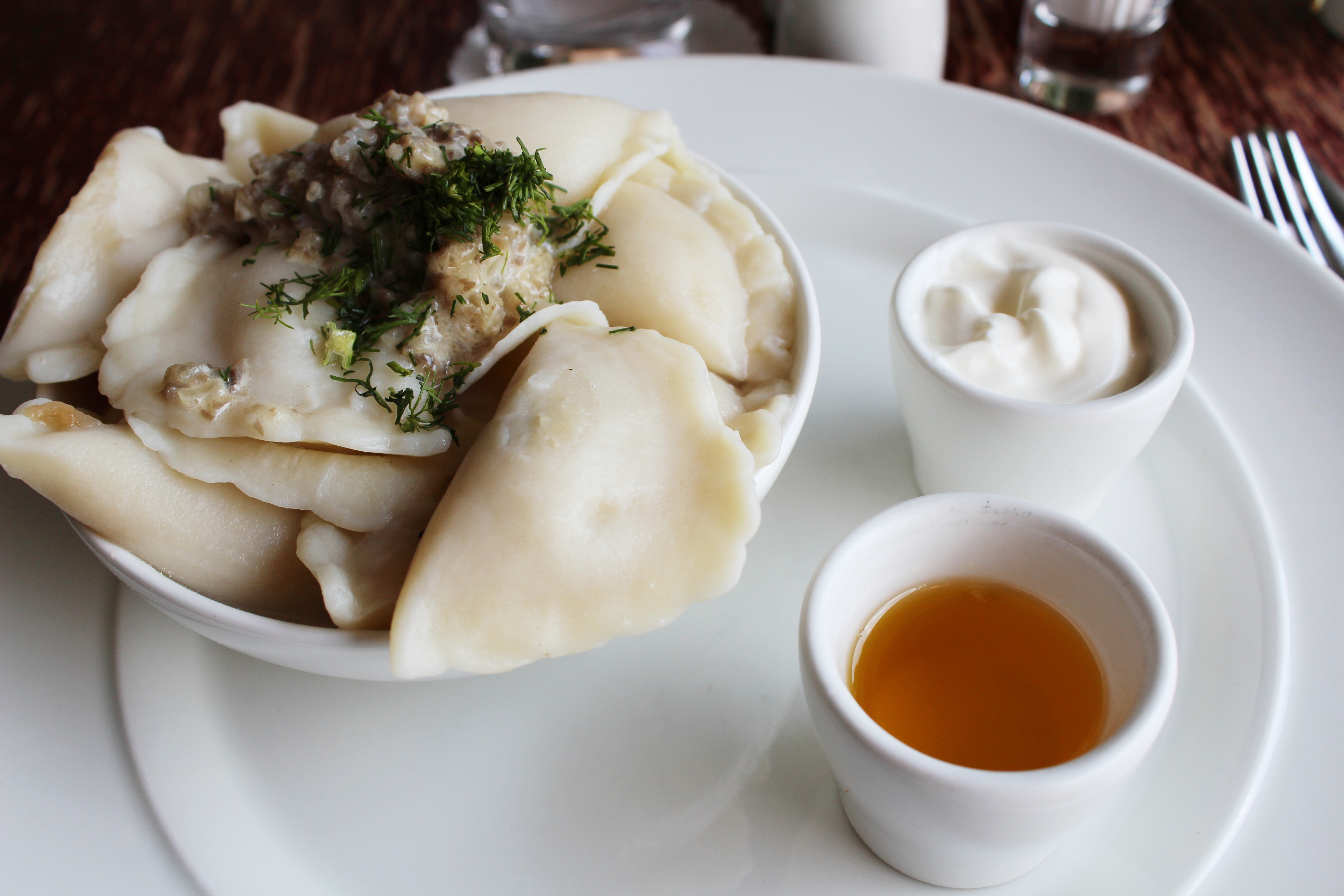
Vareniki.

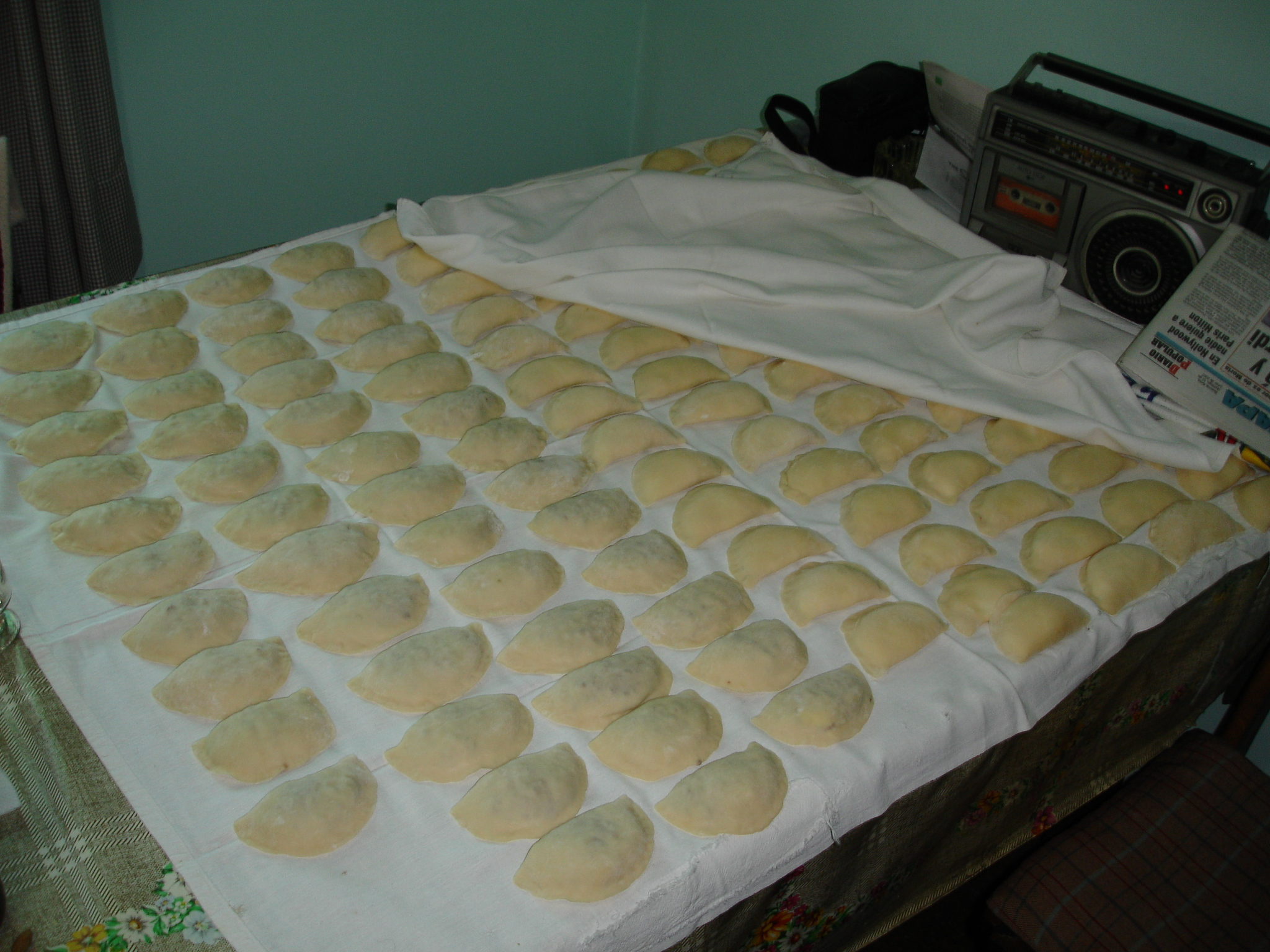
Vareniki antes de ser cocinados.

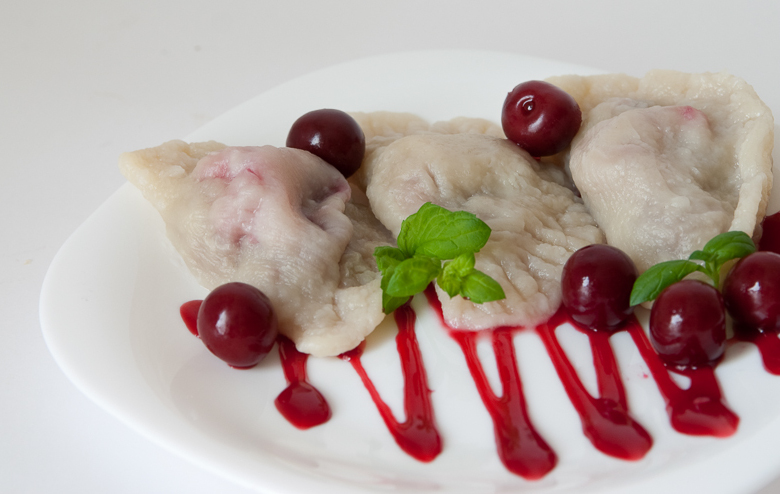
Vareniki rellenos de guindas.

Los varenik (en ucraniano y ruso: вареник en singular; y вареники en plural -vareniki- ) son un plato de origen ucraniano, tradicional de las cocinas ucraniana y rusa. Están preparados con pasta y rellenos con requesón o bien con guinda; no obstante, hay versiones que pueden contener el relleno de papas, de repollo, etc. 
Los descendientes de rusos-alemanes que viven en colonias fundadas por aquellos inmigrantes en Argentina, aún siguen con la tradición de comer este plato tradicional.

## Descripción
Los varenik están hechos de pasta en forma cuadrangular o de media luna. Se rellenan de chucrut, queso, puré de papas, repollo, carne, huevos cocidos (una tradición menonita), fruta o una combinación de estos ingredientes. Son una comida muy habitual en Ucrania.
Durante la preparación, el relleno se envuelve con la pasta y se deja a cocer durante varios minutos. Después se cubren de mantequilla o aceite. La palabra varenik, significa "cosa cocida", del adjetivo vareny. En algunas regiones de Ucrania los vareniki no se cuecen sino que se hacen al vapor, para que sean de mayor tamaño y más jugosos. Es costumbre poner trozos (shkvarky) de salo y cebolla sobre los vareniki y acompañarlos de una crema agria llamada smetana). Los vareniki también se pueden freír. Los vareniki dulces, rellenos de fruta, se sirven con smetana y azúcar. Los crudos se pueden congelar.
Hay otras formas de preparación, como la costumbre letona de cubrirlos con huevo, hacerlos al horno y servirlos con sopa; la menonita de hacerlos al horno y servirlos con borsch; y la polaca de hervirlos y después freírlos con mantequilla y cebolla.

## Monumentos a los vareniki

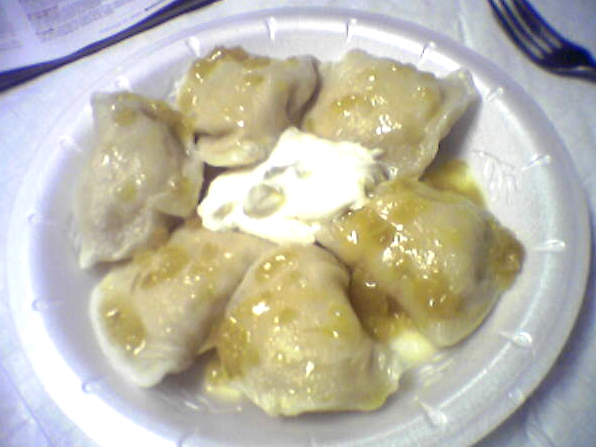
Vareniki con smetana

En Cherkasy (Ucrania) se inauguró un monumento a los veréniki en septiembre de 2006. El monumento, erigido a la entrada de un hotel, representa al Cosaco Mamay (héroe del folclore ucraniano cuya querencia por los veréniki fue narrada tanto por Tarás Shevchenko como por Nikolái Gógol) comiendo vareniki de un tarro de arcilla, con un enorme varenik en forma de media luna tras de sí. 
En 1991 se erigió junto a una carretera de Glendon en Alberta (Canadá) un monumento con un pierogi gigante (la variante polaca del varenik).
En enero de 2010, se propuso la construcción de una estatua de pierogi en Minneapolis.